# Stanisław Siemieński (major)
Stanisław Siemieński ps. „Kmicic” (ur. 13 lutego 1897 w Glinojecku, zm. 6 sierpnia 1937 w Otwocku) – major kawalerii Wojska Polskiego, kawaler Orderu Virtuti Militari.

## Życiorys
Urodził się 13 lutego 1897 w Glinojecku, w ówczesnym powiecie ciechanowskim guberni płockiej, w rodzinie Józefa.
W czasie I wojny światowej walczył w szeregach 2 Pułku Ułanów Legionów Polskich . 6 kwietnia 1917 był wymieniony jako uprawniony do odznaczenia austriackim Krzyżem Wojskowym Karola . Wyróżniony ponadto pochwałą na piśmie arcyksięcia Józefa Ferdynanda, komendanta c. i k. 4 Armii .
Od 28 października do 9 listopada 1918 był uczniem klasy „D” Szkoły Podchorążych. Po ukończeniu szkoły został mianowany na stopień podchorążego. 1 marca 1919 Naczelny Wódz mianował go podporucznikiem w piechocie. Pełnił wówczas służbę w Grupie płk. Berbeckiego. 20 maja 1919 został przeniesiony z Grupy płk. Berbeckiego do 9 Pułku Ułanów Małopolskich.
19 stycznia 1921 został zatwierdzony z dniem 1 kwietnia 1920 w stopniu porucznika, w kawalerii, w oficerów byłych Legionów Polskich. W latach 1921–1923 był przydzielony z 9 puł. do Szkoły Podchorążych Piechoty w Warszawie. W 1921 był instruktorem jazdy, a w latach 1922–1923 dowódcą szwadronu szkolnego. 3 maja 1922 został zweryfikowany w stopniu porucznika ze starszeństwem od 1 czerwca 1919 i 57. lokatą w korpusie oficerów jazdy. W 1924 został przeniesiony do 1 Pułku Szwoleżerów w Warszawie. 31 marca 1924 prezydent RP nadał mu stopień rotmistrza ze starszeństwem z dnia 1 lipca 1923 i 46. lokatą w korpusie oficerów jazdy. W 1926 był w macierzystym pułku komendantem szkoły podoficerskiej. Później został przydzielony do Centrum Wyszkolenia Kawalerii w Grudziądzu. 2 grudnia 1930 prezydent RP nadał mu stopień majora ze starszeństwem z dniem 1 stycznia 1931 i 23. lokatą w korpusie oficerów kawalerii. W grudniu 1932 ogłoszono jego przeniesienie do 2 Pułku Szwoleżerów w Starogardzie na stanowisko dowódcy szwadronu zapasowego we Włocławku. W kwietniu 1933 został przeniesiony do Korpusu Ochrony Pogranicza na stanowisko inspektora grupy szwadronów. Zmarł 6 sierpnia 1937 w Otwocku, po „długiej i ciężkiej chorobie”. 11 sierpnia 1937 został pochowany na Cmentarzu Wojskowym na Powązkach w kwaterze legionowej.

## Ordery i odznaczenia
- Krzyż Srebrny Orderu Wojskowego Virtuti Militari nr 5780 – 4 października 1922[25][26][27]
- Krzyż Niepodległości – 16 września 1931 „za pracę w dziele odzyskania niepodległości”[28]
- Krzyż Walecznych trzykrotnie[29][30][31]